# Kenzingen
Kenzingen är en stad i Landkreis Emmendingen i regionen Südlicher Oberrhein i Regierungsbezirk Freiburg i förbundslandet Baden-Württemberg i Tyskland.
Staden ingår i kommunalförbundet Kenzingen-Herbolzheim tillsammans med städen Herbolzheim och kommunerna Weisweil och Rheinhausen.